# André Beaudin
André Beaudin fue un escultor y pintor francés, nacido el 3 de febrero de 1895 en Mennecy y fallecido el 6 de junio de 1979. Perteneciente a la Escuela de París, su obra se inscribe en la línea del cubismo y en los límites de la no figuración.